# Elisabeth Wagner
Elisabeth Wagner (* 1954 in Neuenstadt) ist eine deutsche Bildhauerin. Sie war von 2006 bis 2024 Professorin für Bildhauerei an der Muthesius Kunsthochschule Kiel.

## Leben
Elisabeth Wagner wurde 1954 in Neuenstadt (Württemberg) geboren. Von 1974 bis 1978 studierte sie an der Staatlichen Akademie der Bildenden Künste Karlsruhe bei Wilhelm Loth Bildhauerei, darauffolgend von 1978 bis 1982 an der Hochschule für Bildende Künste Hamburg bei Franz Erhard Walther. Auf das zweite Staatsexamen folgte von 1984 bis 1989 eine Tätigkeit als Kunsterzieherin.
Von 1991 bis 1992 war Elisabeth Wagner Vertretungsprofessorin an der Staatlichen Akademie der Bildenden Künste Karlsruhe. Von 1992 bis 1995 war sie als Künstlerische Assistentin an der Hochschule für bildende Künste Hamburg, Leitung der Klasse für Grundlehre tätig. 1996 wurde sie als Professorin für Grundlehre, Freie Kunst an die Muthesius Kunsthochschule Kiel berufen, an der sie ab 2006 als Professorin für Bildhauerei tätig war. Seit 2024 ist sie Vorsitzende der Sektion Bildende Kunst der Freien Akademie der Künste in Hamburg.
Ihre Werke wurden bei Einzel- und Gruppenausstellungen in ganz Deutschland gezeigt, zahlreiche Werke befinden sich in öffentlichen Sammlungen wie der Sammlung der Staatsgalerie Stuttgart, der Kunsthalle Bremerhaven, dem Museum im Deutschhof Heilbronn, der Galerie der Stadt Esslingen, aber auch bedeutenden privaten Sammlungen wie der Sammlung Würth oder der Kunstsammlung der Landesbank Baden-Württemberg Stuttgart. Elisabeth Wagner lebt und arbeitet in Hamburg und ist Teil des Frise Künstler*innenhaus (ehemals Künstlerhaus Hamburg).

## Werk
Das Werk von Elisabeth Wagner bewegt sich zwischen der Reduktion auf grundlegende Formen und dem Spiel mit opulenten, ausladenden Gesten. Menschliche Formen tauchen genauso auf wie abstrakte Objekte. In der Wahl der Materialien tauchen immer wieder Naturmaterialien wie Gips, Ton, Textilien wie Rupfen, Papier und Pappe auf, aber auch Werkstoffe wie Beton, Stahl, Glas, Bronze oder Kunststoffe finden Verwendung und so bilden ihre Arbeiten eine umfangreiche Zurschaustellung der bildhauerischen Möglichkeiten ab.

## Kunst im öffentlichen Raum
- 1992: Einzug, Kreiswehrersatzamt Karlsruhe
- 1994: Früchteteller, Staatliches Weingut Meersburg
- 1995: weg, Verfügungsgebäude der Universität Tübingen
- 1999: Das Pendant, Casino des Kommando Spezialkräfte der deutschen Bundeswehr, Graf-Zeppelin-Kaserne Calw
- 2001: Zwischen den Räumen, Innenhof des Frauenklinikums der Universität Freiburg
- 2007: Leichter als Luft, Universitätsklinik für Kinder- und Jugendmedizin, Ulm
- 2010: Markgraf, Stiftshof, Backnang
- 2015: Selige Maria Rosa Flesch, Hohe Domkirche St. Peter zu Trier
- 2022: Stella Maris, Vorplatz der Kirche Sankt Aloysius, Berlin

## Auszeichnungen
- 1983: ars viva des Kulturkreises der deutschen Wirtschaft[5]
- 1983: Förderpreis des BDI
- 1984: Karl-Schmidt-Rottluff Stipendium[6]
- 1987: Stipendium der Kunststiftung Baden-Württemberg[7]
- 1991: Arbeitsstipendium des Kunstfonds e.V. Bonn
- 1995–1996: Stipendium der Stadt Bremerhaven[8]